# Oriol Paulo
Oriol Paulo (Barcelona, 1975) és un director de cinema i guionista català.

## Biografia
Oriol Paulo va estudiar comunicació audiovisual a la Universitat Pompeu Fabra i cinema a la Los Angeles Film School.
Com a guionista en televisió ha signat guions de pel·lícules com Ecos (2006) o Codi 60 (2011), una història inspirada en el conegut cas d'una assassina d'ancianes de Barcelona, però és més conegut pel seu treball en sèries com Majoria absoluta (2004) o El cor de la ciutat (2004-09). Actualment treballa en la segona temporada de la sèrie de TV3 Nit i dia.
En cinema, es va donar a conèixer com a co‐guionista al costat de Guillem Morales amb el thriller Els ulls de la Júlia, produïda per Guillermo del Toro, però ja havia fet diverses incursions en el setè art fins i tot dirigint alguns dels seus guions, com és el cas de McGuffin (1998, guionista i director), Tapes (2002, guionista i director) i Eve (2002, guionista i director).
L'any 2012 va dirigir i encarregar-se del guió de El cos amb el qual va ser nominat a la millor direcció novella en els premis Goya i va aconseguir el premi a millor pel·lícula en el Festival de Cinema Fantàstic de París. Al 2016 va firmar el guió de Segrest, de Mar Tarragona i l'any 2017 va escriure i dirigir Contratemps amb Mario Casas, Bàrbara Lennie i José Coronado com a protagonistes.

## Filmografia

### Televisió
| Any  | Títol                     | Paper                 |
| ---- | ------------------------- | --------------------- |
| 2020 | L'innocent                | Director i guionista. |
| 2024 | La última noche en Tremor | Director i guionista. |

### Cinema
| Any  | Títol                          | Paper                 |
| ---- | ------------------------------ | --------------------- |
| 2022 | Los renglones torcidos de Dios | Director i guionista  |
| 2018 | Durant la tempesta             | Director i guionista. |
| 2017 | Contratemps                    | Director i guionista. |
| 2016 | Segrest                        | Guionista.            |
| 2012 | El cos                         | Director i guionista. |
| 2010 | Els ulls de la Júlia           | Guionista             |

### Curtmetratges
| Any  | Títol    | Paper                 |
| ---- | -------- | --------------------- |
| 2002 | Eve      | Director i guionista. |
| 2002 | Tapes    | Director i guionista. |
| 2001 | El fòrum | Director.             |
| 1998 | McGuffin | Director i guionista. |